# Cá hồi nâu
Cá hồi nâu (Salmo trutta morpha fario và S. trutta morpha lacustris) và cá hồi biển (S. trutta morpha trutta) là cá hồi thuộc một loài. Chúng được phân biệt chủ yếu là do thực tế rằng cá hồi nâu phần lớn là loài cá nước ngọt, trong khi cá hồi biển cho thấy sinh sản bơi ngược dòng sông suối, di cư đến các đại dương trong phần lớn cuộc đời của nó và trở về nước ngọt chỉ để đẻ trứng.
Loài cá hồi này di cư từ hồ ra sông, suối để đẻ trứng, mặc dù có một số bằng chứng của đàn cá đẻ trứng trên bờ biển có gió quét S. trutta morpha fario tạo thành các quần thể sinh sống cố định một nơi, thường là trong các dòng suối trên núi cao nhưng đôi khi ở các con sông lớn hơn. Có bằng chứng rằng các các cá hồi bơi ngược sông suối sinh đẻ và loài không bơi ngược để sinh đẻ cùng tồn tại trong cùng một dòng sông có thể được giống hệt về mặt di truyền. Điều gì quyết định việc chúng có trải qua giai giai đoạn di chuyển sinh sản vẫn chưa được biết. Trong sử dụng thông thường, tên "cá hồi nâu" thường được áp dụng bừa bãi các loài cá hồi khác nhau..

## Hình ảnh

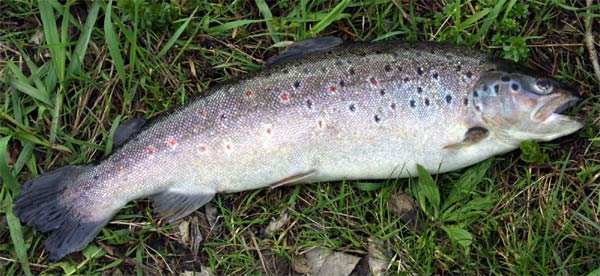
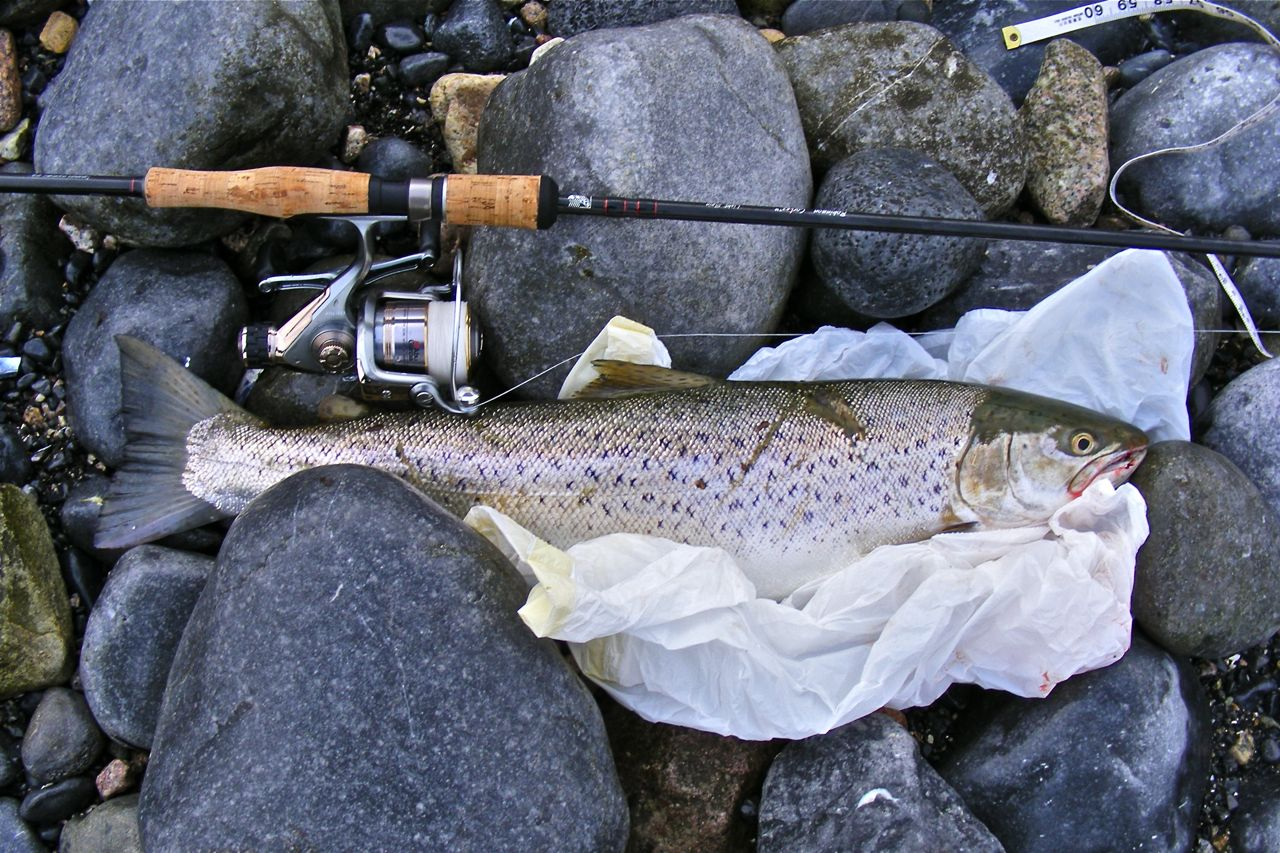
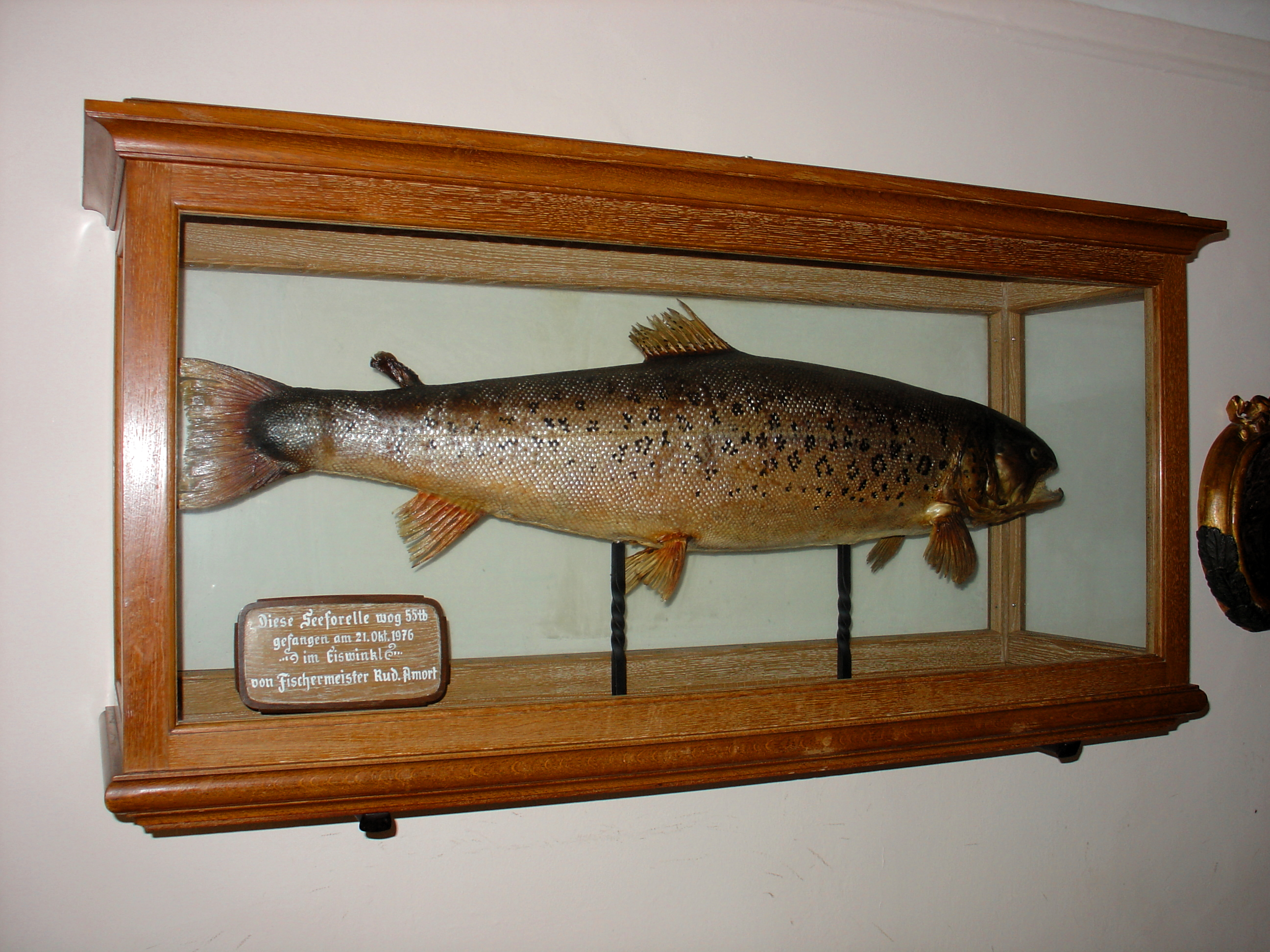
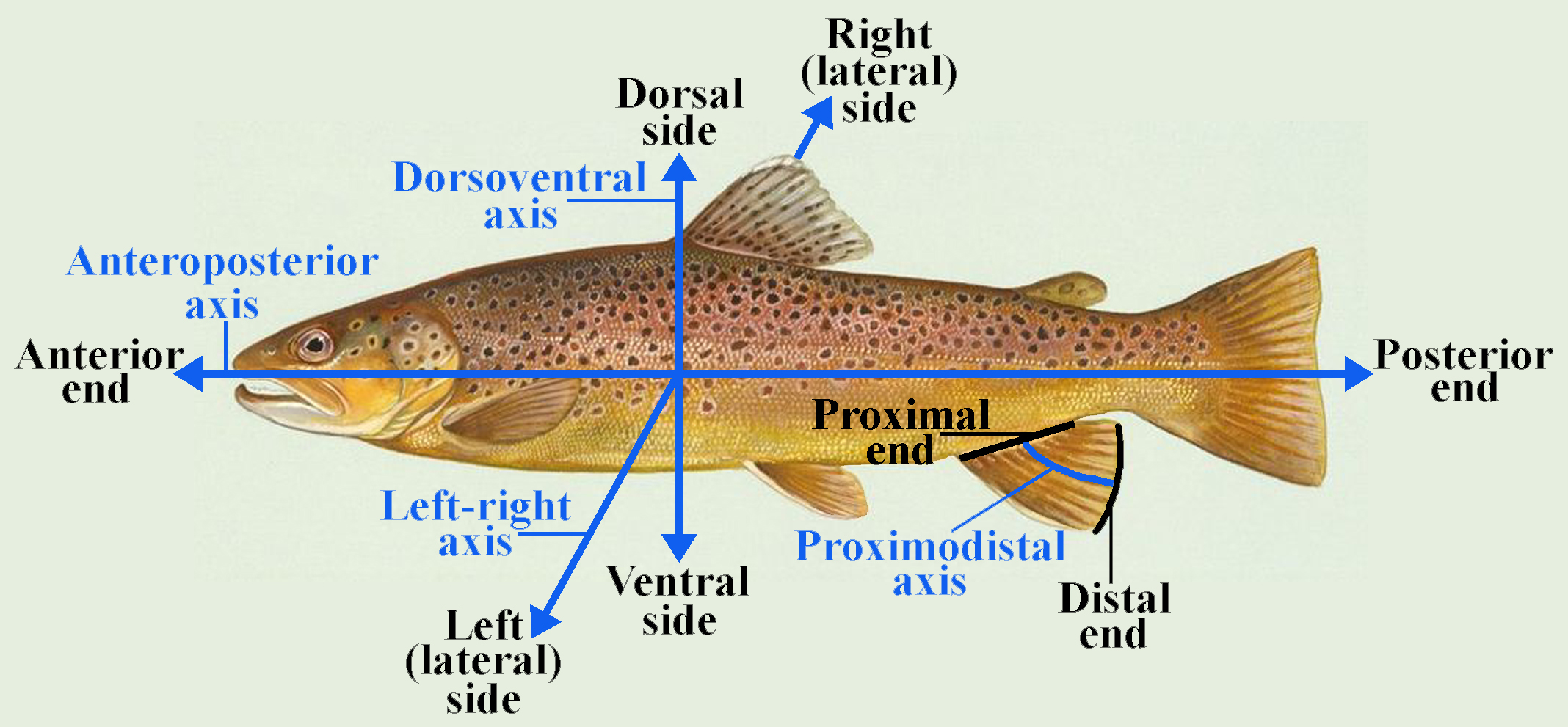